# Charles Rouxel
Charles Rouxel, også kaldt Charly Rouxel, (født 6. april 1948 i Manche, Frankrig) er en tidligere fransk landevejscykelrytter.
Han cyklede professionelt for cykelholdet Saint-Hilaire-du-Harcouët fra 1970 til 1979, og deltog seks gange i Tour de France. Hans bedste sammenlagtresultat kom i 1978, da han blev nummer 33.
Rouxel vandt også den allerførste udgave af Tour Méditerranéen i 1974, og kom på 5. pladsen ved cykel-VM i 1978.
| Cykling | Spire Denne biografi om en fransk cykelrytter er en spire som bør udbygges. Du er velkommen til at hjælpe Wikipedia ved at udvide den. |